# Radu Golescu (dregător)
Radu Golescu a fost un boier din Țara Românească, care a deținut mari dregătorii începând cu domnia lui Constantin Brâncoveanu. A fost caimacam al țării după mazilirea lui Ștefan Cantacuzino.

## Biografie
Radu Golescu era fiul marelui comis Matei Golescu (Leurdeanu), în consecință nepot de fiu al lui Stroe Leurdeanu. Era înrudit cu familia Cantacuzino.
Dacă documentele păstrate îl menționează în perioada dinainte de 1690 când cu titlul de postelnic, când fără titlu, după aceea sunt atestate dregătoriile de agă (1690-1694), ispravnic al scaunului București (1693), fost mare agă (1695-1696), mare comis (1697-1700), mare clucer (1707-1709), mare vornic (1710-1713), mare logofăt (1715), mare spătar (1716). După mazilirea lui Ștefan Cantacuzino, a fost caimacan al țării până la venirea lui Nicolae Mavrocordat.
A fost implicat în aducerea imperialilor în București, în 1716, pentru a se retrage ulterior în Transilvania. A fost și consilier al imperialilor în Oltenia ocupată.
În noiembrie 1688, Radu Golescu a fost trimis împreună cu Preda Brătășanul să-l aducă pe Brâncoveanu pe dealul Mitropoliei, după ce adunarea îl alesese in absentia domn. După preluarea de către acesta a domniei, a fost trimis pentru a-l aduce înapoi în țară pe Constantin Bălăceanu. A fost încredințat în 1690 cu misiunea de a construi un pod peste Argeș, în dreptul satului Costești. În 1693 a însoțit alaiul de boieri valahi condus de Stanca Brâncoveanu, mama domnului muntean, care a participat în Moldova la nunta Mariei Brâncoveanu cu Constantin Duca, domnul Moldovei.
Pe plan cultural, Golescu a servit ca ispravnic la refacerea Mănăstirii Brâncoveni, în 1699. Brâncoveanu a dispus ca mica biserică unde fusese înmormântată mama lui să fie demolată și să fie construită de iznoavă una mai mare în locul ei, astfel că după punerea pietrei de temelie de către fiii Constantin și Ștefan la 9 iunie 1699, Golescu a rămas în Brâncoveni să termine construcția. Radu Golescu a fost împreună cu Brâncoveanu și ctitor al Bisericii Sfântul Ioan-Grecesc din București.
A fost căsătorit cu Marica, fiica lui Stoian Florescu, cu care a avut un băiat (Constantin, mort devreme) și patru fete (Vișa, Zoița, Ancuța și o fată al cărei nume este pierdut, din a cărei căsătorie cu Nicolae Știrbei s-a continuat familia Golescu).